# Lixophaga aberrans
Lixophaga aberrans är en tvåvingeart som beskrevs av Townsend 1929. Lixophaga aberrans ingår i släktet Lixophaga och familjen parasitflugor. Inga underarter finns listade i Catalogue of Life.